# Syamithabeeja girisa
Syamithabeeja girisa är en svampart som beskrevs av Subram. & Natarajan 1976. Syamithabeeja girisa ingår i släktet Syamithabeeja, divisionen sporsäcksvampar och riket svampar.   Inga underarter finns listade i Catalogue of Life.